# Lo Mussol
El Lo Mussol és una muntanya de 341 metres que es troba al municipi de la Palma d'Ebre, a la comarca catalana de la Ribera d'Ebre.